# Festival de cinéma européen des Arcs 2024
Le Festival de cinéma européen des Arcs 2024, 16e édition du festival, se déroule du 14 au 21 décembre 2024.

## Déroulement et faits marquants
La sélection est annoncée en novembre 2024.
Le palmarès est annoncé le 20 décembre 2024 : la Flèche de Cristal du meilleur film est remise à Kneecap de Rich Peppiatt (en), le Grand prix du jury au film Loveable (Elskling) de Lilja Ingolfsdottir,.

## Jury

### Longs métrages
- Thierry de Peretti (président du jury) : réalisateur
- Delphine de Vigan : romancière
- Peter Kerekes : réalisateur
- Pio Marmaï : acteur
- Herdís Stefánsdóttir : compositrice
- Sofiane Zermani : rappeur, acteur

## Sélection

### En compétition
- Ce nouvel an qui n'est jamais arrivé (Anul Nou care n-a fost) de Bogdan Mureşanu  Roumanie
- Kneecap de Rich Peppiatt (en)  Irlande
- Loveable (Elskling) de Lilja Ingolfsdottir  Norvège
- Moon de Kurdwin Ayub  Autriche
- Pfau – Bin ich echt? (de) de Bernhard Wenger (de)  Autriche
- Toxic (en) de Saulė Bliuvaitė (en)  Lituanie
- Vittoria (it) de Alessandro Cassigoli et Casey Kauffman  Italie
- When the Light Breaks de Rúnar Rúnarsson  Islande

### Focus Islande
- A Letter from Helga (en) de Ása Helga Hjörleifsdóttir (en)
- A Song Called Hate de Anna Hildur Hildibrandsdóttir
- Béliers (Hrútar) de Grímur Hákonarson
- Driving Mum (en) de Hilmar Oddsson (en)
- Haut les cœurs ! de Sólveig Anspach
- Heartstone de Guðmundur Arnar Guðmundsson
- The Day Iceland Stood Still de Pamela Hogan
- Winter Brothers de Hlynur Pálmason
- Woman at War de Benedikt Erlingsson

### Hauteur
- April de Dea Kulumbegashvili
- September Says de Ariane Labed
- The Exiles (en) (Los Tortuga) de Belén Funes (es)
- Windless (Bezvetrije) de Pavel Vesnakov
- Wishing on a Star  de Peter Kerekes

## Palmarès
- Flèche de Cristal : Kneecap de Rich Peppiatt (en)
- Grand Prix du Jury : Loveable (Elskling) de Lilja Ingolfsdottir
- Prix du Public : Pfau – Bin ich echt? (de) de Bernhard Wenger (de)
- Prix d'Interprétation : Helga Guren pour son rôle dans Loveable, et Marilena Amato pour son rôle dans Vittoria (it)
- Prix de la meilleure musique originale : Michael Asante pour Kneecap
- Prix de la meilleure photographie : Vytautas Katkus pour Toxic (en)
- Prix du Jury Jeune : Kneecap de Rich Peppiatt (en)
- Prix Cineuropa : Toxic (en) de Saulė Bliuvaitė (en)